# 前川黛也
前川黛也（日语：前川 黛也；1994年9月8日—），日本足球運動員，日本國家足球隊成員，司職守門員，現效力日職球隊神戶勝利船。

## 俱樂部生涯
前川黛也是前日本国门前川和也之子，多次入选大学生选拔队。 
神户胜利船今日公布了与GK前川黛也签订了职业合约的消息。
2017赛季加入神户胜利船，前川作为球队守门员表现出色，在日职联赛最后四场比赛帮助球队保持不败。
2018年，神户胜利船守门员前川黛也参加德国汉堡足球俱乐部的守门员训练。据悉前川黛也是数日前赴德国参加训练，当地媒体也对此事进行了报道。

## 國家隊生涯
2021年3月，新一期的日本国家足球队大名单中，神户胜利船门将前川黛也职业生涯首次入选。

## 榮譽
神戶勝利船
- 日本甲組職業足球聯賽：2023

## 外部連結
- 前川黛也的X（前Twitter）